# نواه سادیکی
نواه سادیکی (انگلیسی: Noah Sadiki؛ زادهٔ ۱۷ دسامبر ۲۰۰۴) بازیکن فوتبال اهل جمهوری دموکراتیک کنگو است که در حال حاضر برای باشگاه فوتبال یونیون سن ژیلواز بازی می‌کند.
از باشگاه‌هایی که در آن بازی کرده است می‌توان به باشگاه فوتبال یونیون سن ژیلواز اشاره کرد.
وی همچنین در تیم‌های ملی فوتبال زیر ۱۹ سال بلژیک، زیر ۲۰ سال بلژیک و تیم ملی فوتبال زیر ۲۱ سال جمهوری دموکراتیک کنگو بازی کرده است.

## دوران باشگاهی
سادیکی که در بروکسل متولد شد، ابتدا در سن شش سالگی در سطح زیر ۷ سال به باشگاه فوتبال اندرلشت پیوست و در تمامی تیم‌های نوجوانان تا سطح زیر ۲۱ سال پیشرفت کرد. او برای تیم زیر ۲۱ سال رابین ولدمن تحت تأثیر قرار گرفت و نظر مربی تیم اول وینسنت کمپانی را به خود جلب کرد که در دو بازی دوستانه در اکتبر ۲۰۲۱ و ژانویه ۲۰۲۲ با او بازی کرد. او اولین قرارداد حرفه ای خود را در فوریه ۲۰۲۲ با قراردادی یک ساله با گزینه تمدید برای یک سال دیگر امضا کرد.
در ۲۷ ژوئیه ۲۰۲۳، سادیکی باشگاه فوتبال اندرلشت را ترک کرد و با قراردادی ۴ ساله با مبلغ ۱٫۴ میلیون یورو به باشگاه فوتبال یونیون سن ژیلواز پیوست.